# Coppa Italia 2019-2020 (turni eliminatori)
I turni eliminatori della Coppa Italia 2019-2020 si sono disputati tra il 3 agosto e il 5 dicembre 2019. Hanno partecipato a questa prima fase della competizione 70 club suddivisi in 12 di Serie A, 20 di Serie B, 29 di Serie C e 9 di Serie D; 8 di essi si sono qualificati alla fase finale, composta da 16 squadre.

## Date
| Fase              | Turno    | Data                 |                      |
| ----------------- | -------- | -------------------- | -------------------- |
| Turni eliminatori | 1º turno | 3-4-6 agosto 2019    | 3-4-6 agosto 2019    |
| Turni eliminatori | 2º turno | 10-11 agosto 2019    | 10-11 agosto 2019    |
| Turni eliminatori | 3º turno | 16-17-18 agosto 2019 | 16-17-18 agosto 2019 |
| Turni eliminatori | 4º turno | 3-4-5 dicembre 2019  | 3-4-5 dicembre 2019  |

## Squadre
| Legenda                                                                  | Legenda            | Legenda           | Legenda                         |
| ------------------------------------------------------------------------ | ------------------ | ----------------- | ------------------------------- |
| I club con numero di tabellone 1-8 sono già qualificati alla fase finale |                    |                   |                                 |
| I club vincitori del quarto turno avanzano alla fase finale              |                    |                   |                                 |
| I club sconfitti nel primo turno,                                        | nel secondo turno, | nel terzo turno e | nel quarto turno sono eliminati |

| Squadre  | Rank    |
| Serie A  | Serie A |
| -------- | ------- |
| Napoli   | 1       |
| Juventus | 2       |
| Milan    | 3       |
| Inter    | 4       |
| Atalanta | 5       |
| Torino   | 6       |
| Roma     | 7       |
| Lazio    | 8       |

| Squadre    | Rank    |
| Serie A    | Serie A |
| ---------- | ------- |
| Verona     | 9       |
| Parma      | 10      |
| Genoa      | 11      |
| Fiorentina | 12      |
| Cagliari   | 13      |
| SPAL       | 14      |
| Udinese    | 15      |
| Brescia    | 16      |
| Sassuolo   | 17      |
| Bologna    | 18      |
| Lecce      | 19      |
| Sampdoria  | 20      |

| Squadre        | Rank    |
| Serie B        | Serie B |
| -------------- | ------- |
| Crotone        | 21      |
| Salernitana    | 22      |
| Pisa           | 23      |
| Spezia         | 24      |
| Perugia        | 25      |
| Virtus Entella | 26      |
| Pordenone      | 27      |
| Chievo         | 28      |
| Benevento      | 29      |
| Juve Stabia    | 30      |
| Venezia        | 31      |
| Cremonese      | 32      |
| Empoli         | 33      |
| Pescara        | 34      |
| Frosinone      | 35      |
| Cosenza        | 36      |
| Ascoli         | 37      |
| Trapani        | 38      |
| Livorno        | 39      |
| Cittadella     | 40      |
| Serie C        |         |
| Padova         | 41      |
| Carpi          | 42      |

| Squadre             | Rank    |
| Serie C             | Serie C |
| ------------------- | ------- |
| Piacenza            | 43      |
| Pro Vercelli        | 44      |
| Monopoli            | 45      |
| Carrarese           | 46      |
| Siena               | 47      |
| Reggina             | 48      |
| Virtus Francavilla  | 49      |
| Catania             | 50      |
| Imolese             | 51      |
| Monza               | 52      |
| Ravenna             | 53      |
| Feralpisalò         | 54      |
| Südtirol            | 55      |
| Triestina           | 56      |
| Pro Patria          | 57      |
| Potenza             | 58      |
| Catanzaro           | 59      |
| Arezzo              | 60      |
| Casertana           | 62      |
| Cavese              | 65      |
| Alessandria         | 69      |
| Sambenedettese      | 70      |
| Novara              | 72      |
| Vicenza             | 73      |
| Fermana             | 75      |
| Rende               | 77      |
| Viterbese Castrense | 78      |

| Squadre   | Rank    |
| Serie D   | Serie D |
| --------- | ------- |
| Turris    | 61      |
| Lanusei   | 63      |
| Matelica  | 64      |
| Fasano    | 66      |
| Adriese   | 67      |
| Sanremese | 68      |
| Fanfulla  | 71      |
| Mantova   | 74      |
| Ponsacco  | 76      |

## Tabellone
|  | Primo turno | Primo turno         | Primo turno |  |  | Secondo turno | Secondo turno      | Secondo turno |  |    | Terzo turno | Terzo turno      | Terzo turno |  |    | Quarto turno | Quarto turno | Quarto turno |
|  |             |                     |             |  |  |               |                    |               |  |    |             |                  |             |  |    |              |              |              |
|  | 57          | Pro Patria          | 1           |  |  | 24            | Spezia             | 5             |  |    | 17          | Sassuolo         | 1           |  |    |              |              |              |
|  | 64          | Matelica            | 0           |  |  | 57            | Pro Patria         | 0             |  |    | 24          | Spezia           | 0           |  |    | 17           | Sassuolo     | 1            |
|  | 56          | Triestina           | 3           |  |  | 25            | Perugia            | 1             |  |    | 25          | Perugia (dts)    | 2           |  | 25 | Perugia      | 2            |              |
|  | 65          | Cavese              | 1           |  |  | 56            | Triestina          | 0             |  |    | 16          | Brescia          | 1           |  |    |              |              |              |
|  | 49          | Virtus Francavilla  | 2           |  |  | 32            | Cremonese          | 4             |  |    | 9           | Verona           | 1           |  |    |              |              |              |
|  | 72          | Novara              | 1           |  |  | 49            | Virtus Francavilla | 0             |  |    | 32          | Cremonese (dts)  | 2           |  |    | 32           | Cremonese    | 1            |
|  | 48          | Reggina             | 3           |  |  | 33            | Empoli             | 2             |  |    |             |                  |             |  | 33 | Empoli       | 0            |              |
|  | 73          | Vicenza             | 2           |  |  | 48            | Reggina            | 1             |  |    | 33          | Empoli (dts)     | 2           |  |    |              |              |              |
|  | 47          | Siena               | 0           |  |  | 34            | Pescara            | 3             |  | 34 | Pescara     | 1                |             |  |    |              |              |              |
|  | 74          | Mantova             | 2           |  |  | 74            | Mantova            | 2             |  |    |             |                  |             |  |    |              |              |              |
|  | 52          | Monza               | 2           |  |  | 29            | Benevento          | 3             |  |    | 12          | Fiorentina       | 3           |  |    |              |              |              |
|  | 69          | Alessandria         | 0           |  |  | 52            | Monza              | 4             |  |    | 52          | Monza            | 1           |  |    | 12           | Fiorentina   | 2            |
|  |             |                     |             |  |  | 40            | Cittadella         | 3             |  |    |             |                  |             |  | 40 | Cittadella   | 0            |              |
|  |             |                     |             |  |  | 41            | Padova             | 0             |  |    | 40          | Cittadella (dtr) | 3 (5)       |  |    |              |              |              |
|  |             |                     |             |  |  | 39            | Livorno            | 0             |  | 42 | Carpi       | 3 (4)            |             |  |    |              |              |              |
|  |             |                     |             |  |  | 42            | Carpi              | 1             |  |    |             |                  |             |  |    |              |              |              |
|  | 53          | Ravenna             | 1           |  |  | 28            | Chievo (dtr)       | 1 (3)         |  |    | 13          | Cagliari         | 2           |  |    |              |              |              |
|  | 68          | Sanremese           | 0           |  |  | 53            | Ravenna            | 1 (1)         |  |    | 28          | Chievo           | 1           |  |    | 13           | Cagliari     | 2            |
|  | 60          | Arezzo              | 1           |  |  | 21            | Crotone            | 4             |  |    | 21          | Crotone          | 1           |  | 20 | Sampdoria    | 1            |              |
|  | 61          | Turris              | 0           |  |  | 60            | Arezzo             | 3             |  |    | 20          | Sampdoria        | 3           |  |    |              |              |              |
|  | 67          | Adriese             | 0           |  |  | 27            | Pordenone          | 1             |  |    | 14          | SPAL             | 3           |  |    |              |              |              |
|  | 54          | Feralpisalò         | 1           |  |  | 54            | Feralpisalò        | 2             |  |    | 54          | Feralpisalò      | 1           |  |    | 14           | SPAL         | 5            |
|  | 59          | Catanzaro (dts)     | 4           |  |  | 22            | Salernitana        | 3             |  |    | 19          | Lecce            | 4           |  | 19 | Lecce        | 1            |              |
|  | 62          | Casertana           | 1           |  |  | 59            | Catanzaro          | 1             |  |    | 22          | Salernitana      | 0           |  |    |              |              |              |
|  | 51          | Imolese (dtr)       | 3 (4)       |  |  | 30            | Juve Stabia        | 1 (2)         |  |    | 11          | Genoa            | 4           |  |    |              |              |              |
|  | 70          | Sambenedettese      | 3 (3)       |  |  | 51            | Imolese (dtr)      | 1 (3)         |  |    | 51          | Imolese          | 1           |  |    | 11           | Genoa        | 3            |
|  | 44          | Pro Vercelli (dts)  | 2           |  |  | 37            | Ascoli             | 5             |  |    |             |                  |             |  | 37 | Ascoli       | 2            |              |
|  | 77          | Rende               | 0           |  |  | 44            | Pro Vercelli       | 1             |  |    | 37          | Ascoli           | 2           |  |    |              |              |              |
|  | 43          | Piacenza (dtr)      | 1 (3)       |  |  | 38            | Trapani            | 3             |  | 38 | Trapani     | 0                |             |  |    |              |              |              |
|  | 78          | Viterbese Castrense | 1 (2)       |  |  | 43            | Piacenza           | 1             |  |    |             |                  |             |  |    |              |              |              |
|  | 50          | Catania             | 3           |  |  | 31            | Venezia            | 2             |  |    | 10          | Parma            | 3           |  |    |              |              |              |
|  | 71          | Fanfulla            | 0           |  |  | 50            | Catania            | 1             |  |    | 31          | Venezia          | 1           |  |    | 10           | Parma        | 2            |
|  | 46          | Carrarese (dtr)     | 1 (5)       |  |  | 35            | Frosinone          | 4             |  |    |             |                  |             |  | 35 | Frosinone    | 1            |              |
|  | 75          | Fermana             | 1 (4)       |  |  | 46            | Carrarese          | 0             |  |    | 35          | Frosinone        | 5           |  |    |              |              |              |
|  | 45          | Monopoli            | 4           |  |  | 45            | Monopoli           | 1             |  | 45 | Monopoli    | 1                |             |  |    |              |              |              |
|  | 76          | Ponsacco            | 1           |  |  | 36            | Cosenza            | 0             |  |    |             |                  |             |  |    |              |              |              |
|  | 55          | Südtirol            | 4           |  |  | 26            | Virtus Entella     | 1             |  |    | 15          | Udinese          | 3           |  |    |              |              |              |
|  | 66          | Fasano              | 2           |  |  | 55            | Südtirol           | 2             |  |    | 55          | Südtirol         | 1           |  |    | 15           | Udinese      | 4            |
|  | 58          | Potenza             | 2           |  |  | 23            | Pisa               | 3             |  |    | 23          | Pisa             | 0           |  | 18 | Bologna      | 0            |              |
|  | 63          | Lanusei             | 0           |  |  | 58            | Potenza            | 0             |  |    | 18          | Bologna          | 3           |  |    |              |              |              |

## Primo turno

### Tabellini
| Arbitro: | Pascarella (Nocera Inferiore) |

|                         |           |             |
| Vázquez 9’ Nunzella 78’ | Marcatori | 20’ Bellich |

| Arbitro: | Tremolada (Monza) |

|                      |           |  |
| Volpe 110’ Azzi 114’ | Marcatori |  |

| Arbitro: | Kumara (Verona) |

|                                                  |           |                  |
| Morosini 8’ Romero 54’ Ierardi 73’ Mazzocchi 89’ | Marcatori | 63’, 83’ Corvino |

| Arbitro: | Repace (Perugia) |

|  |           |               |
|  | Marcatori | 53’ Scarsella |

| Arbitro: | Luciani (Roma 1) |

|                                                      |                      |                                                 |
| Valente 62’                                          | Marcatori            | 24’ (rig.) Cognigni                             |
| Bentivegna Valente Biasci Pasciuti Murolo Cardoselli | Tiri di rigore 5 – 4 | Cognigni Ricciardi Zerbo Isacco Liguori Manetta |

| Arbitro: | Monaldi (Macerata) |

|            |           |  |
| Raffini 8’ | Marcatori |  |

| Arbitro: | Maggio (Lodi) |

|                                          |                      |                                              |
| Sylla 97’                                | Marcatori            | 94’ Svidercoschi                             |
| Bolis Paponi Giandonato Cattaneo Marotta | Tiri di rigore 3 – 2 | Vandeputte Antezza Svidercoschi Markić Ricci |

| Arbitro: | Ricci (Firenze) |

|                           |           |  |
| Iocolano 6’ Brighenti 33’ | Marcatori |  |

| Arbitro: | Collu (Cagliari) |

|             |           |  |
| Defendi 72’ | Marcatori |  |

| Arbitro: | Panettella (Bari) |

|                                          |           |               |
| Calì 48’ Nicastro 94’, 109’ Kanoute 103’ | Marcatori | 84’ Cavallini |

| Arbitro: | Perenzoni (Rovereto) |

|                                      |           |               |
| Granoche 8’, 17’ (rig.) Ferretti 86’ | Marcatori | 43’ El Ouazni |

| Arbitro: | Rutella (Enna) |

|                                     |           |  |
| Di Piazza 13’ Sarno 42’ Curiale 79’ | Marcatori |  |

| Arbitro: | Di Graci (Como) |

|                                             |                      |                                            |
| Tentoni 51’ Padovan 59’ Latte Lath 102’     | Marcatori            | 26’, 113’ (rig.) Cernigoi 64’ Rapisarda    |
| Boccardi Marcucci D'Alena Latte Lath Valeau | Tiri di rigore 4 – 3 | Cernigoi Brunetti Miceli Orlando Rapisarda |

| Arbitro: | Carrione (Castellammare di Stabia) |

|                                             |           |             |
| De Franco 3’ Donnarumma 8’, 35’ Cuppone 77’ | Marcatori | 20’ Olawale |

| Arbitro: | Di Cairano (Ariano Irpino) |

|  |           |                                |
|  | Marcatori | 40’ (rig.) Scotto 55’ Guccione |

| Arbitro: | Moriconi (Roma 2) |

|             |           |  |
| Belloni 56’ | Marcatori |  |

| Arbitro: | Cosso (Reggio Calabria) |

|                            |           |  |
| Longo 60’ Ferri Marini 81’ | Marcatori |  |

| Arbitro: | Pashuku (Albano Laziale) |

|                                      |           |                                  |
| Sounas 35’ Reginaldo 54’ (rig.), 72’ | Marcatori | 7’ Marotta 76’ (rig.) Giacomelli |

### Risultati
| Squadra 1          | Risultato       | Squadra 2           |
| ------------------ | --------------- | ------------------- |
| Triestina          | 3 - 1           | Cavese              |
| Pro Patria         | 1 - 0           | Matelica            |
| Virtus Francavilla | 2 - 1           | Novara              |
| Reggina            | 3 - 2           | Vicenza             |
| Siena              | 0 - 2           | Mantova             |
| Monza              | 2 - 0           | Alessandria         |
| Ravenna            | 1 - 0           | Sanremese           |
| Arezzo             | 1 - 0           | Turris              |
| Adriese            | 0 - 1           | Feralpisalò         |
| Catanzaro          | 4 - 1 (dts)     | Casertana           |
| Imolese            | 3 - 3 (4-3 dtr) | Sambenedettese      |
| Pro Vercelli       | 2 - 0 (dts)     | Rende               |
| Piacenza           | 1 - 1 (3-2 dtr) | Viterbese Castrense |
| Catania            | 3 - 0           | Fanfulla            |
| Carrarese          | 1 - 1 (5-4 dtr) | Fermana             |
| Monopoli           | 4 - 1           | Ponsacco            |
| Südtirol           | 4 - 2           | Fasano              |
| Potenza            | 2 - 0           | Lanusei             |

Note
1. ↑  Inversione di campo rispetto all'esito del sorteggio.

## Secondo turno

### Tabellini
| Arbitro: | Ayroldi (Molfetta) |

|                                                       |           |          |
| Brosco 6’ Da Cruz 19’ Ardemagni 54’ Scamacca 72’, 87’ | Marcatori | 33’ Azzi |

| Arbitro: | Sozza (Seregno) |

|                                                                   |           |  |
| Gyasi 15’ Guðjohnsen 25’ F. Ricci 53’ M. Ricci 64’ Burgzorg 90+2’ | Marcatori |  |

| Arbitro: | Ros (Pordenone) |

|                                     |                      |                               |
| Meggiorini 23’                      | Marcatori            | 62’ Raffini                   |
| Karamoko Leverbe Esposito Rodríguez | Tiri di rigore 3 – 1 | Ronchi Ricchi Pellizzari Fyda |

| Arbitro: | Giacomelli (Trieste) |

|                       |           |               |
| Zuculini 3’ Aramu 56’ | Marcatori | 41’ Silvestri |

| Arbitro: | Di Martino (Teramo) |

|                                   |           |                                           |
| Tello 51’, 83’ Viola 90+4’ (rig.) | Marcatori | 4’ Bellusci 17’, 88’ Finotto 49’ Iocolano |

| Arbitro: | Orsato (Schio) |

|                                    |           |  |
| Iori 23’ (rig.) Diaw 26’ Celar 87’ | Marcatori |  |

| Arbitro: | Amabile (Vicenza) |

|                                       |           |  |
| Claiton 41’ Deli 44’ Palombi 58’, 66’ | Marcatori |  |

| Arbitro: | Prontera (Bologna) |

|                           |           |             |
| Mancuso 22’ Antonelli 47’ | Marcatori | 28’ Corazza |

| Arbitro: | Doveri (Roma 1) |

|                                                 |           |  |
| Ciano 10’ Paganini 43’ Ariaudo 49’ Tribuzzi 81’ | Marcatori |  |

| Arbitro: | Di Bello (Brindisi) |

|                      |           |  |
| Mendicino 89’ (rig.) | Marcatori |  |

| Arbitro: | Camplone (Pescara) |

|            |           |  |
| Sgarbi 28’ | Marcatori |  |

| Arbitro: | Rapuano (Rimini) |

|                                                   |           |                            |
| Tumminello 13’ (rig.) Di Grazia 79’ Ventola 90+1’ | Marcatori | 50’ Guccione 90’ Tremolada |

| Arbitro: | Minelli (Varese) |

|            |           |                              |
| Pobega 44’ | Marcatori | 30’ Ceccarelli 50’ Scarsella |

| Arbitro: | Marini (Roma 1) |

|                           |           |           |
| Evacuo 44’, 59’ Nzola 82’ | Marcatori | 12’ Cacia |

| Arbitro: | Massa (Imperia) |

|              |           |                           |
| Paolucci 26’ | Marcatori | 8’ Casiraghi 84’ Morosini |

| Arbitro: | Pezzuto (Lecce) |

|                                              |           |                                          |
| Barberis 2’ Simy 7’ Golemić 33’ Ruggiero 75’ | Marcatori | 10’ Borghini 17’ (rig.) Belloni 23’ Zini |

| Arbitro: | Dionisi (L'Aquila) |

|                                           |                      |                                            |
| Carlini 60’                               | Marcatori            | 66’ Vuthaj                                 |
| Di Gennaro Carlini Torromino Canotto Calò | Tiri di rigore 2 – 3 | Boccardi Latte Lath Alimi Marcucci Maniero |

| Arbitro: | Manganiello (Pinerolo) |

|  |           |          |
|  | Marcatori | 69’ Vano |

| Arbitro: | Baroni (Firenze) |

|                                 |           |  |
| Marconi 43’ Masucci 53’ Aya 71’ | Marcatori |  |

| Arbitro: | Massimi (Termoli) |

|                                      |           |            |
| Kiyine 22’ (rig.) Giannetti 45’, 73’ | Marcatori | 79’ Mangni |

### Risultati
| Squadra 1      | Risultato       | Squadra 2          |
| -------------- | --------------- | ------------------ |
| Perugia        | 1 - 0           | Triestina          |
| Spezia         | 5 - 0           | Pro Patria         |
| Cremonese      | 4 - 0           | Virtus Francavilla |
| Empoli         | 2 - 1           | Reggina            |
| Pescara        | 3 - 2           | Mantova            |
| Benevento      | 3 - 4           | Monza              |
| Livorno        | 0 - 1           | Carpi              |
| Cittadella     | 3 - 0           | Padova             |
| Chievo         | 1 - 1 (3-1 dtr) | Ravenna            |
| Crotone        | 4 - 3           | Arezzo             |
| Pordenone      | 1 - 2           | Feralpisalò        |
| Salernitana    | 3 - 1           | Catanzaro          |
| Juve Stabia    | 1 - 1 (2-3 dtr) | Imolese            |
| Ascoli         | 5 - 1           | Pro Vercelli       |
| Trapani        | 3 - 1           | Piacenza           |
| Venezia        | 2 - 1           | Catania            |
| Frosinone      | 4 - 0           | Carrarese          |
| Monopoli       | 1 - 0           | Cosenza            |
| Virtus Entella | 1 - 2           | Südtirol           |
| Pisa           | 3 - 0           | Potenza            |

Note
1. ↑  Inversione di campo rispetto all'esito del sorteggio.

## Terzo turno

### Tabellini
| Arbitro: | Pairetto (Nichelino) |

|                                                          |           |           |
| Criscito 2’ (rig.) Saponara 23’ Ghiglione 29’ Schöne 75’ | Marcatori | 53’ Alimi |

| Arbitro: | Valeri (Roma 2) |

|                                |           |                  |
| Gervinho 10’, 72’ Iacoponi 22’ | Marcatori | 24’ (rig.) Aramu |

| Arbitro: | Piccinini (Forlì) |

|                                |           |                |
| Melchiorri 90+3’ Buonaiuto 98’ | Marcatori | 43’ Donnarumma |

| Arbitro: | Pasqua (Tivoli) |

|                              |           |               |
| Vlahović 80’, 86’ Chiesa 89’ | Marcatori | 34’ Brighenti |

| Arbitro: | Calvarese (Teramo) |

|                   |           |  |
| Scamacca 48’, 80’ | Marcatori |  |

| Arbitro: | Giua (Olbia) |

|                       |           |                 |
| João Pedro 7’ Rog 17’ | Marcatori | 43’ Pucciarelli |

| Arbitro: | Volpi (Arezzo) |

|                                      |                      |                                             |
| Diaw 25’ (rig.) Celar 71’ Proia 103’ | Marcatori            | 43’ (rig.), 90+1’, 94’ Vano                 |
| Branca Panico Celar Proia Vrioni     | Tiri di rigore 5 – 4 | Maurizi Sarzi Puttini Vano Fofana Arrighini |

| Arbitro: | Mariani (Aprilia) |

|                     |           |               |
| Dezi 26’ Moreo 103’ | Marcatori | 6’ Tumminello |

| Arbitro: | Maresca (Napoli) |

|                                                   |           |             |
| Trotta 31’, 36’ Ciano 58’ Citro 67’ Brighenti 75’ | Marcatori | 82’ Ferrara |

| Arbitro: | Aureliano (Bologna) |

|                                 |           |              |
| Lasagna 49’ Mandragora 70’, 89’ | Marcatori | 66’ Morosini |

| Arbitro: | Manganiello (Pinerolo) |

|             |           |                             |
| Empereur 7’ | Marcatori | 90+3’ Castagnetti 102’ Deli |

| Arbitro: | Abbattista (Molfetta) |

|                                      |           |  |
| Lapadula 4’, 76’ Falco 61’ Majer 81’ | Marcatori |  |

| Arbitro: | La Penna (Roma 1) |

|  |           |                                   |
|  | Marcatori | 21’ Poli 61’ Orsolini 64’ Palacio |

| Arbitro: | Abisso (Palermo) |

|           |           |  |
| Traorè 9’ | Marcatori |  |

| Arbitro: | Chiffi (Padova) |

|                                 |           |             |
| Di Francesco 2’ Valoti 16’, 32’ | Marcatori | 1’ Maiorino |

| Arbitro: | Sacchi (Macerata) |

|           |           |                                                |
| Molina 8’ | Marcatori | 37’ Caprari 42’ (rig.) Quagliarella 60’ Maroni |

### Risultati
| Squadra 1  | Risultato       | Squadra 2   |
| ---------- | --------------- | ----------- |
| Perugia    | 2 - 1 (dts)     | Brescia     |
| Sassuolo   | 1 - 0           | Spezia      |
| Verona     | 1 - 2 (dts)     | Cremonese   |
| Empoli     | 2 - 1 (dts)     | Pescara     |
| Fiorentina | 3 - 1           | Monza       |
| Cittadella | 3 - 3 (5-4 dtr) | Carpi       |
| Cagliari   | 2 - 1           | Chievo      |
| Crotone    | 1 - 3           | Sampdoria   |
| SPAL       | 3 - 1           | Feralpisalò |
| Lecce      | 4 - 0           | Salernitana |
| Genoa      | 4 - 1           | Imolese     |
| Ascoli     | 2 - 0           | Trapani     |
| Parma      | 3 - 1           | Venezia     |
| Frosinone  | 5 - 1           | Monopoli    |
| Udinese    | 3 - 1           | Südtirol    |
| Pisa       | 0 - 3           | Bologna     |

Note
1. 1 2 3  Inversione di campo rispetto all'esito del sorteggio.

## Quarto turno

### Tabellini
| Arbitro: | Amabile (Vicenza) |

|             |           |  |
| Claiton 35’ | Marcatori |  |

| Arbitro: | Ayroldi (Molfetta) |

|                                 |           |                                 |
| Pinamonti 14’, 79’ Criscito 72’ | Marcatori | 48’ Beretta 68’ (aut.) Criscito |

| Arbitro: | Pezzuto (Lecce) |

|                  |           |  |
| Benassi 21’, 53’ | Marcatori |  |

| Arbitro: | Sozza (Seregno) |

|              |           |                                      |
| Bourabia 82’ | Marcatori | 10’ Mazzocchi 17’ Nicolussi Caviglia |

| Arbitro: | Giua (Olbia) |

|                                                          |           |            |
| Igor 18’ Paloschi 24’ Murgia 31’ Cionek 45’ Floccari 84’ | Marcatori | 55’ Imbula |

| Arbitro: | Piccinini (Forlì) |

|                                                    |           |  |
| Barák 24’ De Maio 42’ Mandragora 77’ Lasagna 90+2’ | Marcatori |  |

| Arbitro: | Dionisi (L'Aquila) |

|                                    |           |            |
| Siligardi 20’ Hernani 90+2’ (rig.) | Marcatori | 71’ Trotta |

| Arbitro: | Manganiello (Pinerolo) |

|                      |           |                |
| Cerri 7’ Ragatzu 48’ | Marcatori | 87’ Gabbiadini |

### Risultati
| Squadra 1  | Risultato | Squadra 2  |
| ---------- | --------- | ---------- |
| Sassuolo   | 1 - 2     | Perugia    |
| Cremonese  | 1 - 0     | Empoli     |
| Fiorentina | 2 - 0     | Cittadella |
| Cagliari   | 2 - 1     | Sampdoria  |
| SPAL       | 5 - 1     | Lecce      |
| Genoa      | 3 - 2     | Ascoli     |
| Parma      | 2 - 1     | Frosinone  |
| Udinese    | 4 - 0     | Bologna    |